# Sparnberg
Sparnberg è una frazione della città di Hirschberg in Turingia, circondario di Saale-Orla.
Fino all'8 marzo 1994 era un comune indipendente.
Sparnberg è bagnata dal fiume Saale.